# 인양기
인양기(引揚機)는 아파트의 옥상 등에 설치되는 외부 운반용 승강기를 가리킨다.
주로 화물을 운반하기 위해 발코니(베란다 혹은 테라스 등)를 통해 지상으로 내보내는 승강기라고 한다.
통상 승용 엘리베이터(8인승, 550kg)를 설치하던 시절이던 1990년대까지는 대부분의 공동 주택에서 이사용 곤돌라가 설치되어 있었으나, 곤돌라 관련 안전 사고가 빈번하게 발생되기도 했다.

## 곤돌라의 특징
곤돌라는 운용시 효율성 하락 뿐만 아니라, 공동 주택에서 눈높이가 맞지 않는데다 사다리차의 발전 등으로 인해 존재 가치가 없어지는 등 재산 가치도 낮고 위험성을 크게 초래하는 단점이 있어, 2001년 개정된 주택법에 의해 설치된 곤돌라에 관한 규정마저 폐지되는 등 애물단지 신세로 전락하고 있다.

## 곤돌라 관련 사건 및 사고
- 1991년 7월 28일 : 인천직할시 남구 학익동 신동아아파트 1동에서 옥상에 설치된 곤돌라가 이삿짐을 운반하던 도중 추락, 주민과 이삿짐센터 직원 등 4명 사망
- 1993년 7월 19일 : 서울특별시 성동구 자양동 한양아파트 발코니에서 곤돌라 안전핀 함몰로 추정되는 사고가 발생, 이삿짐센터 직원 1명 사망

## 같이 보기
- 엘리베이터
- 덤웨이터